# Узкокрылки
Узконадкрылки, или узкокрылки (лат. Oedemera), — род жуков-узконадкрылок.

## Распространение
На территории России распространены 20 видов этого рода. В ископаемом состоянии известны из балтийского янтаря.

## Описание
Жуки достигают в длину от 5 до 20 мм. Жвалы (мандибулы) раздвоены на вершине. Последний членик челюстных щупиков часто слабо расширенный к вершине или же совсем узкий. Глаза выпуклые и не вырезанные. Ширина головы с глазами примерно равна ширине переднеспинки, редко уже переднеспинки. Передний членик головы нередко продолжена в росторум. У самцов последний членик усиков выемчатый или перетянутый. Переднеспинка обычно более или менее сердцевидная, равной длины и ширины, часто имеет пару вдавлений в передней части и перед основанием. Продольный киль часто проявляется между передними вдавлениями. Надкрылья часто сужены к вершине, их боковой край и шовные края у самцов часто выемчатые. Каждое из надкрылий имеет три-четыре жилки (исключая прошовный), вторая жилка от бокового края не развита.

## Экология
Взрослых жуков обычно можно встретить на цветках астровых (Asteraceae) и сельдерейных (Apiaceae).

## Список видов
В составе рода:
- Oedemera amurensis von Heyden, 1884
- Oedemera artvinensis Švihla, 1999 — Турция (Артвин)
- Oedemera atrocyanea Švihla, 1999 — Казахстан
- Oedemera basalis Chevrolat, 1877
- Oedemera centrochinensis Švihla, 1999 — Китай (провинция Шэньси)
- Oedemera coreana Pic, 1926 — Корея
- Oedemera cretica Švihla, 1999 — Крит
- Oedemera croceicollis Gyllenhall, 1827
- Oedemera cuprata (Reiche, 1864)
- Oedemera danieli Magistretti, 1941
- Oedemera flavipennis Motschoulsky, 1873
- Oedemera flavipes (Fabricius, 1792)
- Oedemera femorata (Scopoli, 1763)
- Oedemera graeca Švihla, 1978 — Югославия
- Oedemera kantneri Švihla, 2004 — Сирия
- Oedemera lateralis Gebler, 1829
- Oedemera lurida (Marsham, 1802)
- Oedemera masatakai Švihla, 2003 — Китай (провинция Сычуань)
- Oedemera mogadorica Escalera, 1914
- Oedemera monticola Љvihla, 1978 — Украина
- Oedemera nigripennis Matsumura, 1911
- Oedemera nigroapicata Љvihla, 1982 — Иран
- Oedemera paganettii Stolz, 1915 — Крит
- Oedemera paradoxa Motschoulsky, 1873
- Oedemera podagrariae (Linnaeus, 1767)
- Oedemera pthysica (Scopoli, 1763)
- Oedemera qinlingensis Švihla, 1999 — Китай (провинция Шэньси)
- Oedemera satoi Švihla, 2003 — Китай (провинция Шэньси)
- Oedemera sichuana Švihla, 1999 — Китай (провинция Сычуань)
- Oedemera tristis Schmidt, 1846
- Oedemera ventralis Miller, 1880
- Oedemera virescens (Linnaeus, 1767)
- Oedemera vilis Roubal, 1917 — Кавказ